# Gratz, Kentucky
Gratz är en ort i Owen County, Kentucky, USA. År 2000 hade orten 89 invånare. Den har enligt United States Census Bureau en area på 0,9 km², allt är land.